# Руда (Миргородська міська громада)
Руда́ —  село в Україні, в Миргородській міській громаді Миргородського району Полтавської області. Населення становить 194 осіб. Колишній орган місцевого самоврядування — Зубівська сільська рада.

## Населення

### Мова
Розподіл населення за рідною мовою за даними перепису 2001 року:
| Мова       | Відсоток |
| ---------- | -------- |
| українська | 99,48%   |
| російська  | 0,52%    |

## Географія
Село Руда знаходиться за 3 км від сіл Зубівка, Цисеве та селища Мирне. По селу протікає пересихаючий струмок з загатою. Поруч проходить автомобільна дорога Р42 (Т 1710).